# Naoki Inose
Naoki Inose (猪瀬直樹, Inose Naoki), né le 20 novembre 1946 à Iiyama, est un journaliste, critique, essayiste et homme politique japonais. 
Il est gouverneur de Tokyo à partir du 1er novembre 2012, d'abord par intérim en tant que vice-gouverneur à la suite de la démission de Shintarō Ishihara, puis élu en décembre de la même année. Pris dans un scandale financier, Inose démissionne en décembre 2013. Troisième écrivain successif à accéder à ce poste, après Yukio Aoshima et Shintarō Ishihara, il n'a jamais occupé d'autre charge élective.

## Biographie

### Un représentant de la générationZenkyōtō
Naoki Inose est orphelin de père à l'âge de trois ans et demi, son père étant décédé d'une angine en mai 1950. Il grandit et fait toute sa scolarité dans sa ville natale de Nagano, dans le public, d'abord dans les établissements de la compagnie scolaire de l'Université Shinshū (université nationale) à l'école élémentaire et au collège, puis au lycée public préfectoral de Nagano dans le quartier d'Uematsu. Il complète ses études à l'école de commerce de la faculté des arts de l'université Shinshū à Matsumoto. Il y préside en 1969 la section locale de la Réunion des luttes étudiantes (全学共闘会議, Zen-gaku kyōtō kaigi), plus connu sous le nom de Zenkyōtō (全共闘), le principal, le plus actif et le plus radical des syndicats étudiants. Ainsi, il est l'un des meneurs du mouvement étudiant à Nagano, connu nationalement comme la « génération Zenkyōtō » (全共闘世代, Zenkyōtō-sedai) qui proteste à la fin des années 1960 contre la hausse des frais d'inscription, le système éducatif jugé élitiste, la signature de l'accord nippo-coréen du 18 décembre 1965 rétablissant des relations diplomatiques et une coopération avec la Corée du Sud autoritaire de Park Chung-hee ou la présence de soldats et de bases américaines sur le sol japonais. Il organise des blocages et des barricades dans son université et mène la délégation d'étudiants de Shinshū participant à la manifestation anti-guerre organisée dans l'arrondissement de Shinjuku à Tokyo le 21 octobre 1969, puis à celles contre la visite du Premier ministre Eisaku Satō aux États-Unis les 16 et 17 novembre 1969.
Après sa sortie de l'université Shinshū, il travaille pour une maison d'édition et est diplômé en 1972 d'un master de l'école doctorale en sciences politiques et économie politique de l'université Meiji, située dans l'arrondissement de Chiyoda à Tokyo, sous la direction du politologue et historien Bunzō Hashikawa, spécialiste de l'histoire de la pensée politique au Japon, auprès duquel il recherche surtout des enseignements sur ses études des nationalismes.

### Un écrivain engagé
Naoki Inose devient, dans les années 1980 et 1990, un essayiste connu au Japon pour ses travaux documentaires et ses analyses des sociétés japonaises modernes, dont il critique les classes dirigeantes qu'il estime hostile à toute réforme.
En 1983, il fait ses débuts littéraires avec son Shōwa 16-nen Natsu no Haisen : Sōryokusen Kenkyūjo "Mogi Naikaku" no Nichi-bei ikusa hippai no yosoku (昭和16年夏の敗戦 総力戦研究所"模擬内閣"の日米戦必敗の予測), littéralement « Défait dans la guerre dès l'été 1941 : prévision d'une défaite certaine dans la guerre nippo-américaine par le "Cabinet simulé" de l'Institut de recherche sur la guerre totale », publié aux éditions Sekai Bunka (réédité ensuite par Bunshun Bunko en 1986 puis Chōkō Bunko en 2010). Il y étudie l'« Institut de recherche sur la guerre totale » (Sōryokusen Kenkyūjo (総力戦研究所)), suspecté par le Tribunal militaire international pour l'Extrême-Orient de 1946 d'être un groupe de pression nationaliste en faveur du conquête du monde par le Japon mais dont le rôle était celui d'un cercle de réflexion constitué par le gouvernement japonais en 1941 pour étudier les conséquences d'une entrée en guerre contre les États-Unis. Organisé comme un véritable « cabinet » (chacun de ses membres recevant un « ministère » sous le point-de-vue duquel il doit analyser les effets d'un conflit), la neutralité politique est alors recommandée pour arriver à une conclusion objective. Inose fait alors valoir que celle-ci prévoit d'ores et déjà les éléments de la défaite future : « Supposez que des attaques sont menées à la mi-décembre [1941], et supposée qu'elles sont couronnées de succès. Parmi les évènements, des victoires dans les batailles initiales peuvent être espérées. Mais il n'y aura aucun moyen pour le Japon de gagner la guerre en raison de sa nette infériorité matérielle. La guerre se prolongera. L'Union soviétique s'immiscera, et le Japon sera défait. Donc, la marche vers la guerre avec les États-Unis doit absolument être évitée ». Inose attribue donc la défaite finale au gouvernement militaire qui n'a pas pris en compte ces informations. Il compare plus tard cet aveuglement à la « bureaucratie » d'État, qui serait réfractaire aux réformes en masquant ou mettant de côtés certaines données, et déclare : « Toute réforme peut être menée si la population partage des données plus précises et objectives que celles transmises par les autorités ». La même année, il avait aussi publié Tennō no kagebōshi (天皇の影法師), littéralement : « La silhouette de l'empereur », édité par l’Asahi Shimbun.
Un autre ouvrage sur l'empereur, Mikado no Shōzō (ミカドの肖像), littéralement : « Le portrait du Mikado » ou « Mikado : Un portrait », publié en 1986 aux éditions Shōgakukan et dans lequel il étudie l'évolution de l'image et de la conceptualisation à travers l'histoire mondiale du système impérial moderne (notamment comment il a été défini, maintenu, approprié et représenté au Japon comme en Occident), reçoit l'année suivante le prix du livre documentaire Sōichi Ōya ainsi que le prix de la Société pour l'étude du japonisme. Il y développe trois thèmes tout particulièrement : d'abord comment, après la Seconde Guerre mondiale, le groupe Seibu a pu s'approprier des terres impériales pour y développer les activités de sa chaîne des Prince Hôtels ; puis il étudie la perception du système impérial dans le monde à travers l'opérette anglaise The Mikado ; et enfin il souhaite comprendre pourquoi le portrait impérial de Meiji Tennō à les attributs d'un Occidental. Il se fait également connaître pour ses biographies de plusieurs écrivains représentatifs de la littérature japonaise du XXe siècle : Persona - Mishima Yukio den (ペルソナ-三島由紀夫伝) aux éditions Bungei Shunjū en 1995 (littéralement « Persona : Biographie de Yukio Mishima », traduit en anglais en 2012 par Hiroaki Satō) ; Picaresuku - Dazai Osamu den (ピカレスク-太宰治伝) aux éditions Shōgakukan en 2000 (littéralement « Picaresque - biographie d'Osamu Dazai ») ; Kokoro no Ōkoku. Kikuchi Kan to Bungei Shunjū no tanjō (こころの王国 菊池寛と文藝春秋の誕生) aux éditions Bungei Shunjū en 2004 (littéralement « Le royaume du cœur. Kan Kikuchi et la naissance de Bungei Shunjū »). À travers ces personnages, il étudie tout particulièrement leur rôle social ainsi que la modernité japonaise dans son ensemble. Son Kurofune no seiki. Mikado no koku no mirai senki (黒船の世紀 ミカドの国の未来戦記), publié par Shōgakukan en 1993 (littéralement « Le siècle des navires noirs. Histoire militaire future du pays du Mikado ») et publié en anglais en 2009 sous le titre The Century of Black Ships: Chronicles of War between Japan and America, fait ressortir de la littérature japonaise du XIXe siècle et du début du XXe siècle l'anxiété d'un conflit avec les États-Unis.
Mais son engagement politique ressort surtout dans Nihon-koku no kenkyū (日本国の研究), soit littéralement « Une étude du Japon », aux éditions Bungei Shunjū et qui lui vaut le prix des lecteurs du magazine Bungei Shunjū en 1996. Il y décrit et critique les Corporations publiques japonaises et leur influence, parlant d'un triangle de pouvoir unissant « Toranomon » (quartier de Tokyo où se trouvent de nombreux sièges de ces corporations), « Kasumigaseki » (quartier des ministères et nom donné à la haute-administration d'État) et Nagatachō (district où se trouvent la Diète du Japon et la résidence du Premier ministre et nom désignant la classe politique) et appelant à des réformes structurelles.

### Conseiller de Koizumi
Naoki Tanose devient l'un des experts ou représentants de la société civile dont Jun'ichirō Koizumi, Premier ministre de 2001 à 2006 élu sur un programme visant à de profondes transformations des manières de faire de la politique et de l'organisation de l'État, s'entoure pour théoriser, planifier et organiser ses réformes structurelles visant à réduire le poids de l'administration centrale par la décentralisation, la déconcentration, la dérégulation et la privatisation. Il est ainsi nommé en 2001 au nouvellement créé Conseil de mise en place des réformes administratives (unité consultative placée auprès du ministre d'État chargé des Réformes administratives, Nobuteru Ishihara) et de la commission des Taxes. Il est également membre du Centre de recherche international pour les études japonaises de 2001 à 2003. En 2006 il devient aussi professeur auprès du Centre pour la civilisation mondiale de l'Université de Technologie de Tokyo.
Mais surtout, défenseur ardu d'une privatisation des corporations routières (jugées comme un des emblèmes de l'ancien « triangle de fer », au cœur du système de l'« État construction », modèle japonais de l'État providence développé depuis 1945 basé sur la construction de grandes infrastructures et critiqué par ses opposants comme source de gaspillage, de corruption et de clientélisme), il est nommé l'année suivante au sein de la commission pour la privatisation des quatre corporations publiques routières (à savoir celle des autoroutes du Japon dite Nihon Dōro Kōdan ou JH, celle des autoroutes de la capitale, celle des autoroutes du Hanshin et celle des ponts de Shikoku-Kyūshū). Son positionnement concernant une baisse des dépenses de fonctionnement était si fort que plusieurs cadres issues de ces entreprises ont refusé de siéger à ses côtés dans la commission. Il joue ainsi un rôle de premier plan dans ce processus de privatisation, qui est finalisé le 30 septembre 2005. Puis, la décentralisation étant un autre de ses chevaux de bataille, il est nommé à sa création en janvier 2006 au sein de la commission pour une « vision du XXIe siècle » de la décentralisation présidée par Heizō Takenaka (alors ministre des Affaires intérieures et autre « expert » réformateur libéral entourant depuis 2001 Jun'ichirō Koizumi) puis dans celle, le 2 avril 2007, de promotion de la réforme de la décentralisation auprès du Bureau du Cabinet (dirigée pour sa part par le dirigeant de la compagnie Itōchu Uichirō Niwa). Mais il devient surtout la même année vice-gouverneur de Tokyo.

### Au gouvernement métropolitain de Tokyo

#### Vice-gouverneur
Le 15 juin 2007, le gouverneur de Tokyo Shintarō Ishihara, réélu deux mois auparavant pour un troisième mandat, annonce la nomination de Naoki Inose à l'un des quatre postes de vice-gouverneur. Il est la première personnalité issue du privée (ni fonctionnaire, ni homme politique) à être nommé à une telle fonction, et le seul des quatre à voir mentionnée comme attribution celle d'« assister aux affaires spéciales ordonnées par le gouverneur ». Ishihara, qui comme lui est un ancien écrivain et un partisan de profondes réformes structurelles, justifie son choix en mettant en avant autant les positions politiques d'Inose que ses liens tissés depuis 2001 avec la classe politique nationale, déclarant : « M. Inose est une voix influente contre le gouvernement central ainsi que pour une compréhension des dossiers entre le gouvernement métropolitain et l'État ». Naoki Inose déclare vouloir « changer le gouvernement central en commençant par Tokyo » (reprenant l'un des slogans du gouverneur), décrivant l'administration métropolitaine « plus flexible », et donc plus facile à réformer, que l'État. Il est confirmé à ce poste après la réélection pour un quatrième mandat de Shintarō Ishihara le 10 avril 2011.
L'une de ses premières réalisations en tant que vice-gouverneur est de réussir à convaincre en septembre 2007 Shintarō Ishihara de ne pas donner son autorisation à la construction (dont le coût est estimé à 3,8 milliards de yens) d'un nouveau complexe de logements pour les membres de la Chambre des conseillers. Les médias, comme le Japan Times, notent toutefois les différences de point de vue entre les deux hommes sur un certain nombre de sujets, tels que la délocalisation de la capitale (défendue par Inose mais vivement combattue de longue date par Shintarō Ishihara) et sur certaines propositions de taxe (en tant que membre de la commission nationale sur la décentralisation, Inose a fait des propositions qui auraient pour effet de détourner une partie des revenus de l'impôt sur les sociétés perçus par Tokyo pour les rediriger vers des préfectures rurales afin de réduire les inégalités territoriales, ou a soutenu le plan dit du furusato nozei qui viserait à permettre aux citoyens de verser une partie de leur taxe immobilière à leurs municipalités d'origine, deux projets eux aussi combattus par Shintarō Ishihara). À ce sujet, Shintarō Ishihara déclare : « Nos opinions peuvent différer mais je crois qu'il est sain pour nous de débattre et de discuter beaucoup de nos différences ».
Il milite tout particulièrement à partir de 2010 pour la fusion des deux réseaux de métro (Tokyo Métro, société détenue majoritairement par le gouvernement central, et celui du Tōei, compagnie gérée par la métropole).
Chargé également des questions de l'énergie, il entame après l'accident nucléaire de Fukushima un bras de fer avec la Tokyo Electric Power Company (TEPCO), qui gère la centrale de Fukushima et fournit en électricité Tokyo, afin de réformer le secteur et faire cesser les coupures de courant devenues fréquentes depuis la catastrophe. En novembre 2011, il annonce que le gouvernement métropolitain a l'intention de faire construire une centrale thermique au gaz ayant la capacité de production d'une centrale nucléaire indépendante de TEPCO. Le mois suivant, il présente le plan de construction de cette infrastructure associé à une libéralisation de l'accès au réseau électrique de TEPCO (détenteur d'un monopole en la matière) pour des producteurs indépendants et au lancement d'une réhabilitation dans la décennie les stations thermiques les plus âgées de la baie de Tokyo en appelant huit autres gouvernements locaux voisins à mettre en commun des fonds pour la financer. Il mène également des discussions avec la Chubu Electric Power pour approvisionner la capitale. Puis, le 10 avril 2012, le gouvernement métropolitain annonce qu'il est devenu le principal actionnaire de TEPCO, alors qu'il détenait jusqu'alors seulement 2,66 % du capital de la société (faisant lui le troisième actionnaire jusqu'en mars 2012). Il entend utiliser cette nouvelle position pour empêcher la hausse des factures d'électricité prévue par l'entreprise pour contrer les coûts de la gestion de Fukushima et les dommages versés pour la catastrophe. Le 27 juin suivant, lors d'une assemblée générale, Tokyo dépose des propositions d'actionnaire demandant une plus grande transparence et diffusion des informations concernant la manière dont sont calculés les tarifs de vente de l'électricité sont calculés afin que des tiers-parties puissent vérifier les factures. Il a alors contracté une stratégie commune de celle du maire d'Osaka, Tōru Hashimoto, visant à mener des actions concertées dans les sociétés électriques dont ils sont actionnaires (la Kansai Electric Power Company, ou KEPCO, pour Osaka), et cela même si Inose adopte une attitude plus réaliste et n'embrasse pas le discours anti-nucléaire alors développé par Hashimoto.
Il exprime ses opinions concernant la gestion de la métropole à travers cinq livres publiés durant ses années en tant que vice-gouverneur : Tōkyō no fuku-chiji ni natte mitara (東京の副知事になってみたら), littéralement « J'essaye de devenir vice-gouverneur de Tokyo », Shōgakukan 101 Shinsho en 2010 ; Shikatetsu ha dare no mono ka (地下鉄は誰のものか), ou « Qui contrôle les métros ? », chez Chūkō Shinsho en 2011 ; Kotoba no chikara. "Sakka no shiten" de koku o tsukuru (言葉の力 「作家の視点」で国をつくる), soit « Le pouvoir des mots : faire un pays selon le "point de vue d'un écrivain" », édité par Chūkō Shinsho Rakure la même année ; Ketsudan suru chikara (決断する力), littéralement « Le pouvoir de prendre des décisions », puis Kaiketsu suru chikara (解決する力), ou « Le pouvoir de régler les problèmes », publiés en 2012 (le 20 novembre 2012, en pleine campagne pour l'élection du gouverneur, pour le deuxième) par le PHP Institute.

#### Gouverneur
Le 25 octobre 2012, Shintarō Ishihara annonce sa démission du poste de gouverneur pour former son propre parti et se présenter aux élections nationales. Cette démission est effective le 31 octobre suivant, et le lendemain Naoki Inose devient gouverneur par intérim, en fonction jusqu'à l'élection anticipée prévue le 16 décembre suivant. Le 21 novembre, il annonce être lui-même candidat à ce scrutin. Restant sans étiquette, il obtient toutefois le soutien de plusieurs formations plutôt situées à la droite de l'échiquier politique japonais. Ainsi est-il investi par Ishihara et le parti dont il vient de prendre la présidence, l'Association pour la restauration du Japon (ARJ) également animée par Tōru Hashimoto, mais aussi par le Nouveau Kōmeitō, un parti qui a une bonne implantation à Tokyo, tout en ayant le soutien du Parti libéral-démocrate et de Votre Parti.
Il fait campagne en mettant en avant la continuité avec les années Ishihara et les projets phares de ce dernier (tel que celui de faire de l'aéroport de Haneda un hub d'importance mondiale, ou encore la candidature de Tokyo aux Jeux olympiques d'été de 2020). À côté de cela, l'essentiel des axes principaux qu'il développe reprennent ses propres chevaux de bataille : la réforme du secteur de l'électricité « afin de fournir une énergie abordable, sûre et propre » passant par la construction de la centrale à gaz, tout en indiquant qu'« une utilisation des énergies géothermiques, solaires et éoliennes dans les îles de Tokyo est examinée ». Il met en avant aussi des projets sociaux, un domaine considéré par les observateurs politiques comme l'un des principaux points faibles du bilan de Ishihara. Il propose ainsi d'accentuer une des idées proposées alors qu'il était vice-gouverneur, celui du « logement de soin » qui vise à construire des habitations équipées pour les personnes âgées (avec la promesse d'atteindre les 10 000 maisons de soins en 2013, contre déjà, selon lui, 4 500 livrées en 2012). Il promet également une augmentation des fonds pour financer les centres certifiés de garde d'enfants pour aider les femmes travaillant.
Le 16 décembre, il est nettement élu, avec 4 338 936 voix soit 65,27 % des suffrages exprimés, pour un taux de participation de 62,6 % (4,8 points de plus qu'en 2011), face à huit autres candidats. Son candidat direct, Kenji Utsunomiya, avocat et ancien président de la Fédération des barreaux du Japon soutenu par de nombreux partis de gauche ou d'opposition locale à Ishihara (le nouveau mouvement anti-nucléaire Parti du futur du Japon, largement constitué de dissidents récents du Parti démocrate du Japon au pouvoir alors depuis 2009, le Parti communiste japonais, le Parti social-démocrate, Les Verts, le Nouveau parti socialiste, le réseau du Seikatsu Club ainsi que les principaux syndicats), obtient moins du cinquième de son score (14,58 %). Il s'agit du plus important score jamais obtenu par un candidat individuel de l'histoire de cette élection.
En décembre 2013, Inose, embourbé dans un scandale lié au financement de sa campagne électorale, annonce sa démission. Sa démission est acceptée par l'Assemblée de la métropole le 24 décembre et il est remplacé à titre intérimaire par le vice-gouverneur Tatsumi Ando.